# Jean Nouvel
Jean Nouvel (født 12. august 1945 i Fumel, Lot-et-Garonne) er en fransk arkitekt, der arbejder med et udtryk, der på en gang er enkelt, men samtidig har en flot fornemmelse for detaljen.
Nouvel, der er uddannet fra École nationale supérieure des Beaux-Arts i Paris i 1971, har arbejdet meget med transparente materialer, som lyset trænger igennem. Det ses ikke mindst i et af hans hovedværker, det arabiske institut i Paris, hvor en lang række mekaniske blænder justerer lyset inde i bygningen, samtidig med at det skaber et arabisk inspireret mønster i glas- og stålfacaden.
Hans tegnestue vandt konkurrencen om DRs Koncerthuset, som efter voldsomme overskridelser af budgettet blev indviet i 2009.
Nouvel modtog i 2008 Pritzker-prisen. Han er samboende med den svenske arkitekt Mia Hägg.